# Тональний крем
Тональний крем — косметичний засіб для макіяжу.
Виконує наступні функції: служить основою для макіяжу, покращує колір шкіри, приховує дрібні недоліки (веснянки, нерівності тощо), захищає шкіру від зміни температур, вітру, дощу.

## Історія
Історія тонального крему налічує кілька тисячоліть: в Стародавньому Єгипті, Римі, Греції жінки використовували крейду, свинцеві білила тощо.
Перший тональний крем Pan-Cake (контактна пудра натурального відтінку) створив у 1936 році Макс Фактор.

## Склад
Основу сучасних тональних кремів складають силіконові олії та пігменти.
Фактично поєднує денний крем для обличчя і пудру.

## Види тональних кремів
- Рідкий тональний крем — володіє хорошою щільністю і довго тримається. Він здатний м'яко затушувати розширені судини, пігментні плями і зробити шкіру більш рівною.
- Густий тональний крем — володіє хорошою маскувальною здатністю. Включає в себе велику кількість жирів і більше підходить для сухої шкіри.
- Тональний крем-стік — відрізняється вмістом великої кількості фарбувальних частинок. Добре маскує помітні вади. Не рекомендується для зморшкуватої шкіри.
- Тональна крем-пудра — являє собою комбінацію компактного тонального крему і пудри. Має хорошу маскувальну здатність, до того ж після його використання припудрювання вже не знадобиться. Тим, чия шкіра схильна до утворення зморшок або має розширені пори, вживання тональної крем-пудри не рекомендується.
- Зволожувальний крем з відтінком (tinted moisturizer) — має саму рідку консистенцію, не покриває повністю шкіру, а лише вирівнює тон. Підходить для молодої шкіри.
- Тональна пудра — містить більше пудри і менше жиру. Підходить для будь-якого типу шкіри за винятком дуже сухий.
- Тональний крем-мус — нагадує піну, слабо маскує недоліки шкіри. Ідеально підходить для чистої і здорової шкіри.
- Концентрований тональний крем — щільний крем, при використанні необхідно змішувати з зволожувальним кремом.